# Mezinárodní letiště Šen-čen Pao-an
Mezinárodní letiště Šen-čen Pao-an (čínsky v českém přepisu Šen-čen Pao-an kuo-ťi ťi-čchang, pchin-jinem Shēnzhèn Bǎo'ān Guójì Jīchǎng, znaky 深圳宝安国际机场, IATA: SZX, ICAO: ZGSZ) je letiště v Šen-čenu v provincii Kuang-tung na jihovýchodě Čínské lidové republiky. Leží v městském obvodě Pao-an přibližně třicet kilometrů severozápadně od centra Šen-čenu.
Je jedním ze tří velkých letišť, která obsluhují urbanizovanou oblast delty Perlové řeky; zbylá dvě jsou mezinárodní letiště Hongkong (s tím je spojeno přímou trajektovou linkou umožňující přestup bez imigrační a celní kontroly) a mezinárodní letiště Kanton Paj-jün. V rámci Čínské lidové republiky patří do první desítky nejrušnějších letišť.
Letiště Šen-čen Pao-an je v provozu od 12. října 1991.